# Лез-Эри-ла-Вьевиль
Лез-Эри-ла-Вьевиль (фр. Le Hérie-la-Viéville) — коммуна во Франции, находится в регионе Пикардия. Департамент коммуны — Эна. Входит в состав кантона Марль. Округ коммуны — Вервен.
Код INSEE коммуны — 02379.

## Население
Население коммуны на 2010 год составляло 239 человек.
| 1962 | 1968 | 1975 | 1982 | 1990 | 1999 | 2010 |
| ---- | ---- | ---- | ---- | ---- | ---- | ---- |
| 262  | 278  | 251  | 213  | 197  | 243  | 239  |

## Экономика
В 2010 году среди 152 человек трудоспособного возраста (15—64 лет) 94 были экономически активными, 58 — неактивными (показатель активности — 61,8 %, в 1999 году было 71,1 %). Из 94 активных жителей работали 86 человек (48 мужчин и 38 женщин), безработных было 8 (7 мужчин и 1 женщина). Среди 58 неактивных 14 человек были учениками или студентами, 17 — пенсионерами, 27 были неактивными по другим причинам.